# یواس‌اس ایبیس (اس‌پی-۳۰۵۱)
یواس‌اس ایبیس (اس‌پی-۳۰۵۱) (به انگلیسی: USS Ibis (SP-3051)) یک کشتی بود که طول آن ۱۴۱ فوت ۵ اینچ (۴۳٫۱۰ متر) بود. این کشتی در سال ۱۹۱۷ ساخته شد.